# Onthophagus vitalisi
Onthophagus vitalisi är en skalbaggsart som beskrevs av Antoine Boucomont 1921. Onthophagus vitalisi ingår i släktet Onthophagus och familjen bladhorningar. Inga underarter finns listade i Catalogue of Life.